# Kleefeld (Edewecht)
Kleefeld is een dorp in de Duitse deelstaat Nedersaksen. Het valt bestuurlijk onder de gemeente Edewecht in de Landkreis Ammerland. Kleefeld telt 322 inwoners (2015).
In 1830 liet hertog August van Oldenburg een weg van de stad Oldenburg naar Edewecht aanleggen. Gezien de venige ondergrond werd dat een soort dam, een verhoogde dijk met een zandlichaam eronder. Langs deze dam ontstond een kleine veenkolonie in de jaren tussen 1840 en 1850. In de twintigste eeuw kreeg deze de naam Kleefeld (klaverveld).
Kleefeld is altijd een weinig belangrijk boerendorp gebleven.